# 김규은
김규은(1999년 6월 27일~)은 대한민국의 은퇴한 피겨스케이팅 선수, 지도자로 종목은 페어 스케이팅이다.